# Sublogic Corporation
Sublogic Corporation (ook wel Sublogic of Subco) is een Nederlands netlabel, dat elektronische muziek in verschillende stijlen uitbrengt. Deze muziek kan gratis worden gedownload. Het label werd rond 2000 opgericht door Casper van der Stelt en Sander van Driel.
Het label biedt de muziek op drie sublabels aan:
- Routine (voor techno, electro en andere repeterende muziek)
- Flow (voor ambient, drum & bass)
- Transfer (voor alle vormen van trance, van progressive trance tot psytrance)

De nieuwe releases zijn in het mp3- of ogg vorbis-formaat. Oudere opnames zijn beschikbaar in het Impulse Tracker-formaat en in mp3. 